# 화순 추원재
추원재는 대한민국 전라남도 화순군 춘양면 대신리에 있는 건축물이다. 2011년 12월 26일 화순군의 향토문화유산 제54호로 지정되었다.